# UNIFFAC Clubs Cup
Der UNIFFAC Clubs Cup (französisch : Coupe UNIFFAC des clubs) war ein Fußballvereinswettbewerb in Zentralafrika, der seit der Saison 2004 jährlich ausgespielt und von der Union des Fédérations du Football d’Afrique Centrale (UNIFFAC), einer Unterorganisation der CAF, organisiert wurde. Teilnahmeberechtigt waren jeweils ein Klub aus Äquatorialguinea, Gabun, Kamerun, DR Kongo, Republik Kongo, São Tomé und Príncipe, dem Tschad und der Zentralafrikanischen Republik. Die genauen Teilnahmekriterien sind bisher unklar. Bis auf die erste Austragung an der nur zwei Klubs teilnahmen wurde in zwei Gruppen zu je vier Teams mit Hin- und Rückspiel gespielt. Die zwei Erstplatzierten jeder Gruppe qualifizieren sich für das Halbfinale, welches wie das Finale ebenfalls in Hin- und Rückspiel ausgetragen wurde. Aufgrund finanzieller Schwierigkeiten vieler Klubs der Region fand seit 2007 keine Austragung mehr statt.

## Die Endspiele und Sieger
| Jahr | Sieger            | Ergebnisse           | Finalist          |
| ---- | ----------------- | -------------------- | ----------------- |
| 2004 | Bamboutos FC      | 1:2 / 2:1, 6:5 i. E. | FC 105 Libreville |
| 2005 | Delta Téléstar FC | 2:1 / 1:0            | AS Police         |
| 2006 | SC Cilu           | 3:1 / 0:0            | Fovu Club         |